# Sputnik (webbrowser)
Sputnik is een webbrowser voor MorphOS ontwikkeld door Marcin Kwiatkowski. Het is gebaseerd op de webbrowser van Nokia S60-apparaten, die op zijn beurt gebaseerd is op WebKit. Sputnik kan overweg met CSS, iets wat voor een MorphOS-browser niet gebruikelijk was. De ontwikkelaars slaagden erin om Sputnik te laten opnemen in MorphOS 2.0.

## Versiegeschiedenis
Sputnik is nooit in de stabiele fase uitgebracht, enkel in bètaversies.
- 11 november 2006 - Eerste publieke uitgave
- 10 maart 2007 - Tweede publieke uitgave
- 9 augustus 2007 - Derde publieke uitgave
- 19 april 2008 - Vierde publieke uitgave

## Alternatieve webbrowsers voor MorphOS
- AWeb
- IBrowse
- Voyager
- NetSurf
- Origyn Web Browser